# Schwärzleinsdorf
Schwärzleinsdorf ist ein Gemeindeteil der Stadt Stadtsteinach im Landkreis Kulmbach (Oberfranken, Bayern). Schwärzleinreuth liegt in der Gemarkung Triebenreuth.

## Geografie
Der Weiler liegt in Tallage eines namenlosen Baches, der dort entspringt und etwas weiter nördlich als linker Zufluss in den Großen Rehbach mündet. Im Südwesten steigt das Gelände zum Torkel (627 m ü. NHN) an und im Osten zum Beerbühl (580 m ü. NHN), beides Anhöhen des Frankenwaldes. Ein Anliegerweg führt 400 Meter westlich zu einer  Gemeindeverbindungsstraße, die nördlich nach Triebenreuth bzw. südöstlich nach Maierhof zur Kreisstraße KU 13 verläuft.

## Geschichte
Gegen Ende des 18. Jahrhunderts bestand Schwärzleinsdorf aus zwei Anwesen (1 Hof, 1 Gut). Das Hochgericht übte das Burggericht Guttenberg aus. Es hatte ggf. an das bambergische Centamt Marktschorgast auszuliefern. Die Grundherrschaft über die beiden Anwesen hatte das Burggericht Guttenberg.
Mit dem Gemeindeedikt wurde Schwärzleinsdorf dem 1812 gebildeten Steuerdistrikt Guttenberg und der im gleichen Jahr gebildeten Ruralgemeinde Triebenreuth zugewiesen. Im Zuge der Gebietsreform in Bayern wurde Schwärzleinsdorf am 1. April 1971 in die Gemeinde Stadtsteinach eingegliedert.

### Einwohnerentwicklung
| Jahr      | 001818 | 001819 | 001861 | 001871 | 001885 | 001900 | 001925 | 001950 | 001961 | 001970 | 001987 |
| Einwohner |        | 14     | 25     | 22     | 26     | 19     | 19     | 21     | 12     | 20     | 8      |
| Häuser    | 2      |        |        |        | 3      | 3      | 4      | 2      | 3      |        | 4      |
| Quelle    | [ 6 ]  | [ 9 ]  | [ 10 ] | [ 11 ] | [ 12 ] | [ 13 ] | [ 14 ] | [ 15 ] | [ 16 ] | [ 17 ] | [ 1 ]  |

## Religion
Schwärzleinsdorf ist seit der Reformation gemischt konfessionell. Die Katholiken sind nach St. Michael (Stadtsteinach) gepfarrt, die Protestanten nach St. Georg (Guttenberg).